# Siège de Limerick (1690)
Pour les articles homonymes, voir Siège de Limerick.
Grande Alliance contre les catholiques  Français et Irlandais
Batailles
- Philippsbourg (1688)
- Sac du Palatinat (1689)
- Baie de Bantry (1689)
- Mayence (1689)
- Walcourt (1689)
- Fleurus (1690)
- Cap Béveziers (1690)
- La Boyne (1690)
- Limerick (1690)
- Staffarda (1690)
- Québec (1690)
- Coni (1691)
- Mons (1691)
- Leuze (1691)
- Aughrim (1691)
- La Hougue (1692)
- Namur (1692)
- Steinkerque (1692)
- Lagos (1693)
- Neerwinden (1693)
- La Marsaille (1693)
- Charleroi (1693)
- Saint-Malo (1693)
- Rivière Ter (1694)
- Camaret (1694)
- Texel (1694)
- Dieppe (1694)
- Bruxelles (1695)
- Namur (1695)
- Dogger Bank (1696)
- Carthagène (1697)
- Barcelone (1697)
- Baie d'Hudson (1697)

Le siège de Limerick de 1690 est une bataille qui se déroule en août 1690, pendant la guerre de la Ligue d'Augsbourg. Il oppose les troupes jacobites françaises et irlandaises qui ont battu retraite dans la ville après leur défaite à la bataille de la Boyne à l'armée du roi protestant Guillaume III.
Limerick est une ville de l’ouest de l’Irlande. Elle est défendue par l’imposant King John's Castle. La ville est assiégée deux fois pendant la guerre de la Ligue d'Augsbourg. Le premier de ces sièges commence le 7 août lorsque l’armée protestante atteint la ville à la poursuite des forces jacobites. Une embuscade retardant l’arrivée de son artillerie, l’assaut n’a lieu que le 27 août. Après trois heures et demie de combats, les pertes protestantes sont importantes et Guillaume donne l'ordre de se retirer. Limerick reste une place forte jacobite jusqu'au deuxième siège qui a lieu l'année suivante.

## Arrière-plan stratégique
À la fin de 1689, les Jacobites perdent le contrôle du nord de l’Irlande. Leur défaite lors de la bataille de la Boyne le 1er juillet 1690 se poursuit par une fuite désordonnée vers l’ouest de l’île où ils comptent de nombreux partisans. Cette retraite entraine dans le même temps l’abandon de la capitale, Dublin. Jacques II lui-même, jugeant ses perspectives militaires sans espoir, a fui l’Irlande pour se réfugier en France. Les forces jacobites restantes dans l’île se retrouvent dans la même position que les confédérés catholiques une génération auparavant : ils occupent une enclave située derrière le Shannon basée sur les villes de Galway et de Limerick. C’est vers cette dernière que se dirigent les restes de l’armée jacobite.
Certains de membres du commandement supérieur jacobite, notamment Richard Talbot de Tyrconnel, souhaitent se rendre aux forces williamites car ils pensent pouvoir obtenir de bonnes conditions de reddition. Cette solution est rejetée par Patrick Sarsfield qui préfère se battre car ce sont justement les conditions de reddition qui sont mal perçues. À Dublin, Guillaume publie, après la victoire de la Boyne, des conditions très sévères. Seules les personnalités jacobites obtiendraient le pardon du Roi, aucun pardon n’est prévu pour les officiers et les propriétaires terriens irlandais. Le commandant des troupes françaises Lauzun est favorable à la reddition car il considère que la ville est indéfendable militairement.
Il est vrai que les troupes présentes pour la défense de la ville sont peu nombreuses : ce sont 14 500 soldats d’infanterie qui sont cantonnées dans Limerick, et une cavalerie de 2 500 hommes est placée par Sarsfield dans le Comté de Clare tout proche. Malgré tout le moral des troupes, galvanisées par la témérité de Sarsfield, est assez élevé. Celui-ci pensait qu’il était encore possible de remporter la guerre et de chasser Guillaume d’Irlande.